# كريستيان غيان
كريستيان غيان (بالإنجليزية: Christian Gyan)‏ (2 نوفمبر 1978 غانا - 29 ديسمبر 2021) هو لاعب كرة قدم غاني، شارك في كأس الأمم الأفريقية 2000.

## مسيرته

### مسيرته مع المنتخبات الوطنية
- 1998 - 2002 لعب مع منتخب غانا لكرة القدم 23 مباراة.

### مسيرته مع الأندية
- 1997 - 1998 لعب مع نادي إكسلسيور 16 مباراة.
- 1997 - 2007 لعب مع فاينورد 93 مباراة سجل خلالها 3 أهداف.
- 1998 - 1998 لعب مع نادي إكسلسيور 16 مباراة.
- 2006 - 2007 لعب مع نادي إكسلسيور 16 مباراة.
- 2008 - 2008 لعب مع نادي توركو 16 مباراة.
- 2008 - 2009 لعب مع نادي توركو 16 مباراة.
- 2008 - 2009 لعب مع نادي ريكسهام 16 مباراة.

## روابط خارجية
- كريستيان غيان على موقع الاتحاد الدولي (مؤرشف)  (الإنجليزية)
- كريستيان غيان على موقع الاتحاد الأوربي (الإنجليزية)
- كريستيان غيان على موقع قاعدة بيانات كرة القدم.إي يو (الإنجليزية)
- كريستيان غيان على موقع ناشيونال فوتبول تيمز (الإنجليزية)
- كريستيان غيان على موقع Soccerbase.com (لاعب) (الإنجليزية)